# Monks of Doom
Monks of Doom is een Amerikaanse alternatieve rockband, geformeerd in Californië in 1986. De muziek van de band is gebaseerd op postpunk, progressieve rock, indierock, psychedelische rocken folkrocktradities. De band is een bijproject van de band Camper Van Beethoven, met wie alle Monks of Doom-leden betrokken zijn geweest.

## Bezetting
Huidige leden
- Victor Krummenacher[4] (leadzang, achtergrondzang, basgitaar, akoestische gitaar, e-gitaar, keyboards, 1986–1993, 1998, 2003–heden)
- Greg Lisher[5] (e-gitaar, akoestische gitaar, achtergrondzang, 1986–1993, 1998, 2003–heden)
- Chris Pedersen[6] (drums, percussie, objecten (1986–1993, 1998, 2003–heden)
- David Immerglück[7] (leadzang, achtergrondzang, e-gitaar, akoestische gitaar, steelguitar, mandoline, keyboards, basgitaar, harmonica, 1986–1993, 1998, 2003–heden)

Voormalige leden
- 1986: Chris Molla[8] (gitaar, keyboards, achtergrondzang)

## Geschiedenis
In 1986 begon de band als een uitloper van Camper Van Beethoven, die steeds meer kritisch en commercieel succes kende. Gitaristen Greg Lisher en Chris Molla, bassist (en in het geval van de Monks of Doom, leadzanger) Victor Krummenacher en drummer Chris Pedersen begonnen de band als een vluchtig bijproject om enkele van hun interesses te verkennen die niet pasten in het geluid van Camper Van Beethoven. Molla verliet beide bands kort daarna en Bay Area-gitarist David Immerglück, toen van de band The Ophelias, verving hem in Monks of Doom. Immerglück deelde de vocale taken met Krummenacher. Hun debuutalbum Soundtrack to the Film Breakfast on the Beach of Deception uit 1986 was vooral een experiment in de studio. Er bestaat geen film waarvoor het een soundtrack is. Hun volgende plaat The Cosmodemonic Telegraph Company uit 1989 was minder experimenteel en meer vocaal gericht dan de eerste plaat en live shows van de band. Immerglück vervoegde zich bij Camper Van Beethoven als gitarist en pedaalsteelgitarist kort voor het uiteenvallen in 1990.
Na deze splitsing verhoogden de Monks of Doom hun activiteit. In de loop van de volgende drie jaar brachten ze de twee volledige albums (Meridian (1991) en Forgery (1992)) en één ep (The Insect God (1992)) uit bij drie verschillende labels en gingen ze uitgebreid op tournee. I.R.S. Records brachten Forgery uit, de finale in deze reeks publicaties, en namen een groot deel van de backcatalogus van de band over. In 1993 verliet Immerglück de band om zich te concentreren op zijn werk als studio-sessiespeler en producent, waar hij uitgebreid zou gaan spelen met John Hiatt en later zou toetreden tot de succesvolle moderne rockband The Counting Crows als een voltijds lid. De overige leden hebben de band onmiddellijk daarna ontbonden. Krummenacher en Lisher gingen solo materiaal opnemen en speelden met verschillende andere bands. The Monks of Doom waren de komende vijf jaar inactief. Het besluit van Pedersen om in 1998 naar Australië te verhuizen, bracht de band ertoe een goed ontvangen laatste concert te spelen. Het volgende jaar begonnen Krummenacher en Lisher (samen met Immerglück en Pedersen sporadisch) opnieuw samen te werken met voormalige Camper Van Beethoven-leden David Lowery en Jonathan Segel in verschillende hoedanigheden, wat uiteindelijk resulteerde in een officiële reformatie.
In 2003 hervormden de Monks of Doom ook en vlogen Pedersen in voor incidentele concerten en studiowerk. In 2006 brachten ze What's Left For Kicks? uit, een album met covers van artiesten als Neu!, The Kinks, Rahsaan Roland Kirk, Nino Rota, Wire, Quicksilver Messenger Service, Steve Hillage en Roy Harper, waarvan er vele eerder te horen waren in de liveset van de band. Op eerdere publicaties had de band covers van nummers van Snakefinger, Eugene Chadbourne, Syd Barrett en Frank Zappa opgenomen. In 2005 trad de band op tijdens de Cracker/Camper Van Beethoven Annual Campout in Pioneertown, Californië, en een andere show in Hollywood. De band speelde later twee concerten in Brooklyn (New York) in maart 2009, evenals shows op Cracker/Camper Van Beethoven Campout van dat jaar en Cafe Du Nord in San Francisco. In 2017 namen ze The Brontë Pin op, hun eerste nieuwe album met origineel materiaal in 24 jaar, met een publicatie in 2018 en shows die volgen.